# Mesochorus conspicuus
Mesochorus conspicuus là một loài tò vò trong họ Ichneumonidae.